# زيبلين رامر
زيبلين رامر ( (بالألمانية: Rammjäger)‏ كان اقتراح تصميم من لوفت شوبغاوغ زيبلين يهدف إلى استخدام الضرب الجوي ضد قاذفات الحلفاء التي تهاجم ألمانيا النازية خلال الحرب العالمية الثانية.

## وصف
طائرات صغيرة تطلق مث الصواريخ. 
نظرًا لارتفاع خطر موت الطيار في العملية، يُشار إلى هذه الطائرة أحيانًا بالسلاح الانتحاري،  ومع ذلك لم يكن المقصود أصلاً على هذا النحو. بعد يناير 1945، تم وضع أمر من ستة عشر نموذجًا أوليًا، ولكن تم تدمير مصنع زيبلين بواسطة القاذفات، منهيًا كل العمل في المشروع. 